# President del Consell de Ministres del Brasil
El President del Consell de Ministres del Brasil, en ocasions citat com Primer Ministre va ser un càrrec existent en dos períodes de la història política del país. La persona que ostentava aquest càrrec era el cap de govern en un sistema parlamentari.
La primera experiència parlamentària va donar-se entre 1847 i 1889, durant el regnat de l'Emperador Pere II. La segona i última ocasió en què es va posar en pràctica un sistema parlamentari es va produir durant el govern del president João Goulart, l'any 1961, a causa d'una esmena constitucional aprovada pels seus opositors abans d'iniciar el mandat. Aquesta segona experiència parlamentària va ser de curta durada, amb la restauració del sistema de govern presidencial en un plebiscit nacional el 1963.
En l'actualitat, el Brasil es regeix sota un sistema presidencialista, on el President de la República Federal n'és cap d'estat i de govern.

## Etapa 1847–1889
El "Segon Regnat" va ser el període de la història del Brasil iniciat amb la declaració de la majoria d'edat de Pere II i el final de la regència (23 de juliol de 1840) i que s'allarga fins al cop d'estat del 15 de novembre de 1889 i la proclamació de la República Brasilera. L'emperador va ser coronat el 18 de juliol de 1841, amb 15 anys. Encara trigaria uns anys en adoptar les primeres mesures rellevants, sent una de les més importants la institució del parlamentarisme al país.
El càrrec de President del Consell de Ministres, referit per la premsa normalment com a "President del Gabinet", va ser creat pel decret núm. 523, de 20 de juliol de 1847, però mai va ser inclòs en la Constitució Imperial. El nombre de ministres era petit segons els estàndards brasilers actuals: inicialment hi havia sis carteres (equivaldrien a Interior, Afers estrangers, Marina, Guerra, Finances i Justícia) i el 1860 es va crear un setè ministeri (Agricultura, Comerç i Obres Públiques).
La durada del gabinet depenia del suport que tingués a la Cambra de Diputats i del suport de l'emperador, amb una durada mitjana inferior a dos anys. Si la Cambra de Diputats es feia incompatible amb el Consell de Ministres, corresponia a l'Emperador dissoldre el gabinet o dissoldre la Cambra. Va haver, en total, 32 Presidents del Consell de Ministres.
| #   | President del Consell de Ministres | President del Consell de Ministres | President del Consell de Ministres                                    | Inici                  | Fi                     | Partit             |
| --- | ---------------------------------- | ---------------------------------- | --------------------------------------------------------------------- | ---------------------- | ---------------------- | ------------------ |
| 1r  |                                    |                                    | Manuel Alves Branco (1797-1855) Vescomte de Caravelas                 | 20 de juliol de 1847   | 8 de març de 1847      | Liberal            |
| 2n  |                                    |                                    | José Carlos Pereira de Almeida Torres (1799-1850) Vescomte de Macaé   | 8 de març de 1847      | 8 de març de 1848      | Liberal            |
| 3r  |                                    |                                    | Francisco de Paula Sousa e Melo (1791-1854) Vescomte de Macaé         | 8 de març de 1848      | 29 de setembre de 1848 | Liberal            |
| 4t  |                                    |                                    | Pedro de Araújo Lima (1793-1870) Marquès d'Olinda                     | 29 de setembre de 1848 | 6 d'octubre de 1849    | Conservador        |
| 5è  |                                    |                                    | José da Costa Carvalho (1796-1860) Marquès de Monte Alegre            | 6 d'octubre de 1849    | 11 de maig de 1852     | Conservador        |
| 6è  |                                    |                                    | Joaquim José Rodrigues Torres (1802-1872) Vescomte d'Itaboraí         | 11 de maig de 1852     | 6 de setembre de 1853  | Conservador        |
| 7è  |                                    |                                    | Honório Carneiro Leão (1801-1856) Marquès de Paraná                   | 6 de setembre de 1852  | 3 de setembre de 1856  | Conservador        |
| 8è  |                                    |                                    | Luís Alves de Lima e Silva (1803-1880) Duc de Caxias                  | 3 de setembre de 1856  | 4 de maig de 1857      | Conservador        |
| 9è  |                                    |                                    | Pedro de Araújo Lima (1793-1870) Marquès d'Olinda                     | 4 de maig de 1857      | 12 de desembre de 1858 | Conservador        |
| 10è |                                    |                                    | Antônio Paulino Limpo de Abreu (1798-1883) Vescomte d'Abaeté          | 12 de desembre de 1858 | 10 d'agost de 1859     | Conservador        |
| 11è |                                    |                                    | Ângelo Moniz da Silva Ferraz (1812-1867) Baró d'Uruguiana             | 10 d'agost de 1859     | 2 de març de 1861      | Conservador        |
| 12è |                                    |                                    | Luís Alves de Lima e Silva (1803-1880) Duque de Caxias                | 2 de març de 1861      | 24 de maig de 1862     | Conservador        |
| 13è |                                    |                                    | Zacarias de Góis e Vasconcelos (1815-1877)                            | 24 de maig de 1862     | 30 de maig de 1862     | Lliga Progressista |
| 14è |                                    |                                    | Pedro de Araújo Lima (1793-1870) Marquès d'Olinda                     | 30 de maig de 1862     | 15 de gener de 1864    | Lliga Progressista |
| 15è |                                    |                                    | Zacarias de Góis e Vasconcelos (1815-1877)                            | 15 de gener de 1864    | 31 d'agost de 1864     | Lliga Progressista |
| 16è |                                    |                                    | Francisco José Furtado (1818-1870)                                    | 31 d'agost de 1864     | 12 de maig de 1865     | Liberal            |
| 17è |                                    |                                    | Pedro de Araújo Lima (1793-1870) Marquès d'Olinda                     | 12 de maig de 1865     | 3 d'agost de 1866      | Liberal            |
| 18è |                                    |                                    | Zacarias de Góis e Vasconcelos (1815-1877)                            | 3 d'agost de 1866      | 16 de juliol de 1868   | Liberal            |
| 19è |                                    |                                    | Joaquim José Rodrigues Torres (1802-1872) Vescomte d'Itaboraí         | 16 de juliol de 1868   | 29 de setembre de 1870 | Conservador        |
| 20è |                                    |                                    | José Antônio Pimenta Bueno (1803-1878) Vescomte de São Vicente        | 29 de setembre de 1870 | 7 de març de 1871      | Conservador        |
| 21è |                                    |                                    | José Maria da Silva Paranhos (1819-1880) Vescomte de Rio Branco       | 7 de març de 1871      | 25 de juny de 1873     | Conservador        |
| 22è |                                    |                                    | Luís Alves de Lima e Silva (1803-1880) Duque de Caxias                | 25 de juny de 1873     | 5 de gener de 1878     | Conservador        |
| 23è |                                    |                                    | João Lins Vieira Cansanção de Sinimbu (1810-1906) Vescomte de Sinimbu | 5 de gener de 1878     | 28 de març de 1880     | Liberal            |
| 24è |                                    |                                    | José Antônio Saraiva (1823-1895)                                      | 28 de març de 1880     | 21 de gener de 1882    | Liberal            |
| 25è |                                    |                                    | Martinho Álvares da Silva Campos (1816-1887)                          | 21 de gener de 1882    | 3 de juliol de 1882    | Liberal            |
| 26è |                                    |                                    | João Lustosa da Cunha Paranaguá (1821-1912) Marquès de Paranaguá      | 3 de juliol de 1882    | 24 de maig de 1883     | Liberal            |
| 27è |                                    |                                    | Lafayette Rodrigues Pereira (1834-1917)                               | 24 de maig de 1883     | 6 de juny de 1884      | Liberal            |
| 28è |                                    |                                    | Sousa Dantas (1831-1894)                                              | 6 de juny de 1884      | 6 de maig de 1885      | Liberal            |
| 29è |                                    |                                    | José Antônio Saraiva (1823-1895)                                      | 6 de maig de 1885      | 20 d'agost de 1885     | Liberal            |
| 30è |                                    |                                    | João Maurício Wanderley (1815-1889) Baró de Cotegipe                  | 20 d'agost de 1885     | 10 de març de 1888     | Conservador        |
| 31è |                                    |                                    | João Alfredo Correia d'Oliveira (1835-1919)                           | 10 de març de 1888     | 7 de juny de 1889      | Conservador        |
| 32è |                                    |                                    | Afonso Figueiredo (1836-1912) Vescomte d'Ouro Preto                   | 7 de juny de 1889      | 15 de novembre de 1889 | Liberal            |

## Etapa 1961-1963
La situació política al Brasil era complexa i l'amenaça d'un cop militar era molt present. El President Jânio Quadros va dimitir el 25 d'agost de 1961. El Vicepresident, João Goulart, es trobava a la Xina en viatge oficial, i no va poder tornar fins al 8 de setembre. Mentrestant, el President de la Cambra de Diputats, Ranieri Mazzilli, va ocupar el càrrec de manera interina, tot i que es va conformar una junta militar que assumí el poder de facto al país. Els militars no veien amb bons ulls que un socialista governés al país i van accelerar els plans per impedir que jurés el càrrec. El Congrés Nacional i la cúpula militar van arribar a un acord: adoptar un sistema parlamentarista, deixant Goulart vestir la Faixa presidencial però sense dirigir l'executiu.
Aquesta etapa va estendre's fins al 24 de gener de 1963. El nou sistema no va assentar-se i el Congrés Nacional va convocar un plebiscit pel 6 de gener de 1963. La consulta «Aprova l'Acte Addicional que va instituir el parlamentarisme?» va ser guanyada pel No amb un 82,6% dels vots emesos, tornant al presidencialisme setmanes després.
| #  | President del Consell de Ministres | President del Consell de Ministres | President del Consell de Ministres      | Inici                  | Fi                     | Partit |
| -- | ---------------------------------- | ---------------------------------- | --------------------------------------- | ---------------------- | ---------------------- | ------ |
| 1r |                                    |                                    | Tancredo Neves (1910-1985)              | 8 de setembre de 1961  | 12 de juliol de 1962   | PSD    |
| 2n |                                    |                                    | Francisco Brochado da Rocha (1910-1962) | 12 de juliol de 1962   | 18 de setembre de 1962 | PSD    |
| 3r |                                    |                                    | Hermes Lima (1902-1978)                 | 18 de setembre de 1962 | 24 de gener de 1963    | PTB    |

### Imperi
- Mota Barbosa, Silvana «O Conselho De Ministros No Império Do Brasil» (en portuguès brasiler). Locus: Revista De História. Universitat Federal de Rio de Janeiro, núm. 13, 2007.
- Tavares de Lira, Augusto «A presidência e os presidentes do Conselho de Ministros no segundo reinado» (en portuguès brasiler). RIHGB. Institut Històric i Geogràfic Brasiler [Rio de Janeiro], v.148, T.94, 1923, pàg. 567-609.
- Vieira Martins, Maria Fernanda «A velha arte de governar: o Conselho de Estado no Brasil Imperial» (en portuguès). Topoi [Rio de Janeiro], 7, 1-2006, pàg. 178–221. DOI: 10.1590/2237-101X012007006. ISSN: 1518-3319.

### República
- Deodato, Alberto. Nos tempos do João Goulart (en portuguès brasiler).  Editôra Itatiaia, 1965.
- Ferreira, Jorge Luiz; de Almeida Neves Delgado, Lucília. O Brasil Republicano (en portuguès).  Civilização Brasileira, 2018. ISBN 978-85-200-1359-5.
- Mendonça, Daniel de «O golpe civil-militar de 1961: Crítica a uma explicação hegemônica» (en portuguès brasiler). Política & Sociedade, 8, 14, 06-10-2009. DOI: 10.5007/2175-7984.2009v8n14p409. ISSN: 2175-7984.